# Triplarina volcanica
Triplarina volcanica är en myrtenväxtart som beskrevs av Anthony R. Bean. Triplarina volcanica ingår i släktet Triplarina och familjen myrtenväxter.

## Underarter
Arten delas in i följande underarter:
- T. v. borealis
- T. v. volcanica